# Sega Channel
Sega Channel es un servicio de juegos en línea descontinuado desarrollado por Sega para la consola de videojuegos Sega Genesis, que sirve como sistema de entrega de contenido. Lanzado el 14 de diciembre de 1994, el Sega Channel fue proporcionado al público por TCI y Time Warner Cable a través de servicios de televisión por cable mediante coaxial. Era un servicio de pago, del cual los clientes podían acceder a los juegos del Genesis en línea, probar demos y obtener códigos de trucos. El Sega Channel, que perduró hasta el 31 de julio de 1998, funcionó tres años después del lanzamiento de la consola de próxima generación de Sega, la Sega Saturn. Aunque criticado por su lanzamiento en el momento oportuno y su alta tarifa de suscripción, Sega Channel ha sido elogiado por sus innovaciones en contenido descargable y su impacto en los servicios de juegos en línea.

## Historia

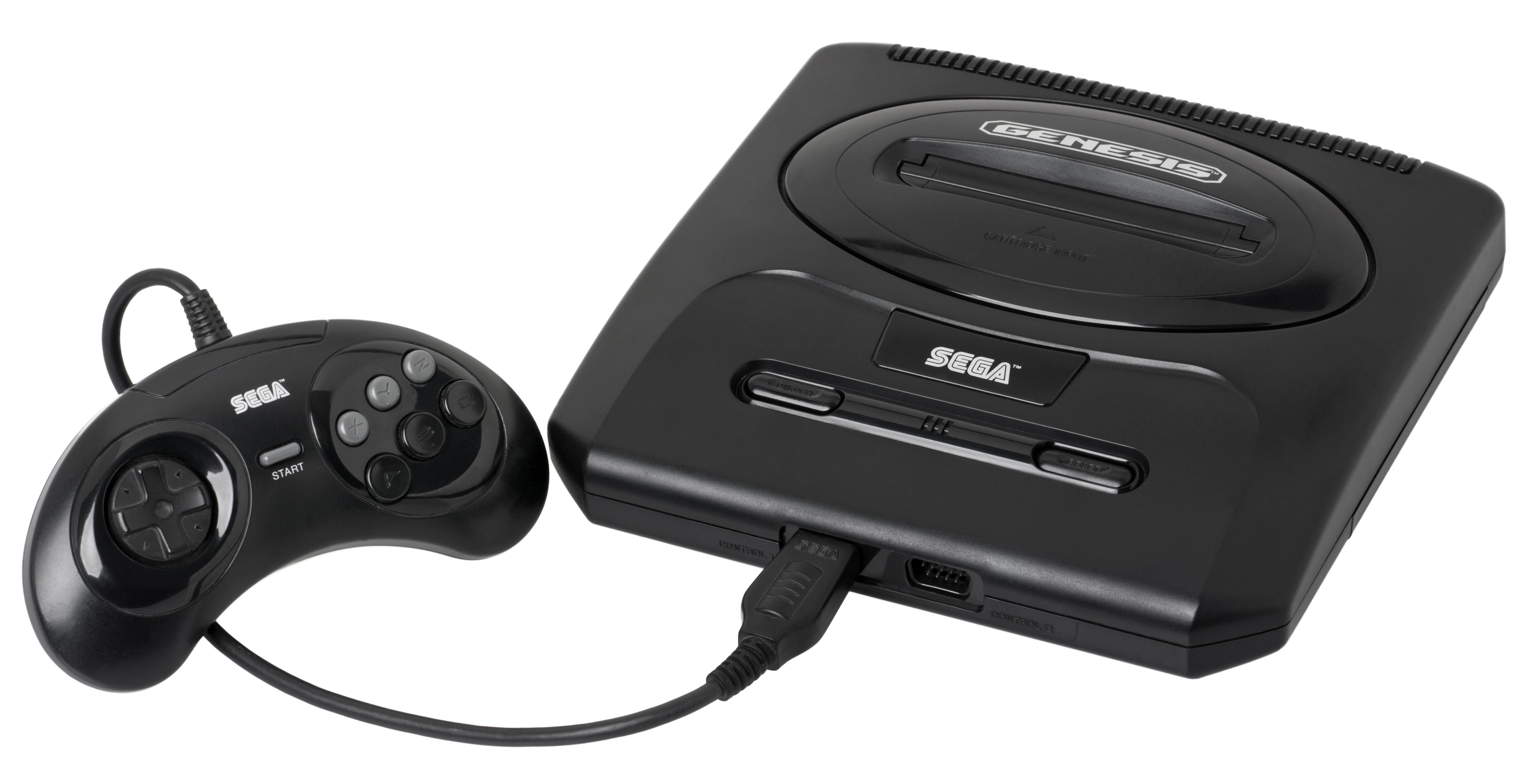
La Sega Genesis modelo 2 salió a la venta en 1993

Lanzada en Japón como Mega Drive en 1988, Norteamérica en 1989 y Europa y otras regiones como Mega Drive en 1990, Sega Genesis fue la entrada de Sega en la era de las consolas de videojuegos de 16 bits.
En 1990, Sega inició su primer servicio basado en Internet para la Genesis, Sega Meganet, en Japón. Operando a través de un cartucho y un periférico llamado Mega Modem, permitió a los propietarios del Mega Drive jugar diecisiete títulos en línea. Se anunció una versión norteamericana, «Tele-Genesis», pero nunca se lanzó. Otro sistema telefónico, el Mega Anser, convirtió el Mega Drive japonés en una terminal bancaria en línea. Debido al bajo número de juegos para Meganet, su alto precio y la falta de éxito del Mega Drive en Japón, el sistema fue un fracaso comercial. En 1992, el periférico Mega Modem se podía encontrar en cajas de gangas a un precio reducido, y una versión remodelada de Mega Drive lanzada en 1993 eliminó el puerto EXT de nueve pines, impidiendo las conexiones al servicio Meganet.
En abril de 1993, Sega anunció el Sega Channel, que utilizaría servicios de televisión por cable para entregar contenido. En los EE. UU., las pruebas nacionales comenzaron en junio y el despliegue comenzó en diciembre, con un lanzamiento completo en los EE. UU. en 1994. En junio de 1994, veintiún compañías de cable se habían inscrito para ofrecer el Sega Channel. Las tarifas en EE. UU. variaban según la ubicación, pero eran aproximadamente de US$15 mensuales, más una tarifa de activación de US$25, que incluía el adaptador. El Sega Channel se expandió a Canadá a finales de 1995, con una tarifa mensual de aproximadamente US$19 canadienses. Durante las etapas de planificación del servicio, Sega buscó capitalizar el mercado de alquiler, que había tenido cierto éxito con el alquiler del Sega CD a través de Blockbuster, Inc., y buscaba basar los juegos y demostraciones del servicio para vender más cartuchos.
A principios de 1995, el director ejecutivo de Sega, Hayao Nakayama, puso fin al desarrollo del Genesis y sus complementos, Sega CD y Sega 32X. Esta decisión se tomó para apoyar la Saturn, que ya había sido lanzada en Japón. Esto situó el lanzamiento del Sega Channel durante la caída del Genesis en el mercado. En su apogeo, el Sega Channel tenía más de 250 000 suscriptores, pero en 1997, el número se había reducido a 230 000, dos años después de que Nakayama cambiara su enfoque del Genesis al Saturn. Aunque Sega buscó opciones para llevar el servicio a las PC, el auge de los módems por cable y los juegos por Internet hicieron desaparecer la demanda de dicho servicio. A finales de noviembre de 1997 se anunció que el Sega Channel se cerraría el 30 de junio de 1998, pero terminó permaneciendo un mes más, siendo finalmente descontinuado el 31 de julio de 1998.

## Aspectos técnicos y especificaciones

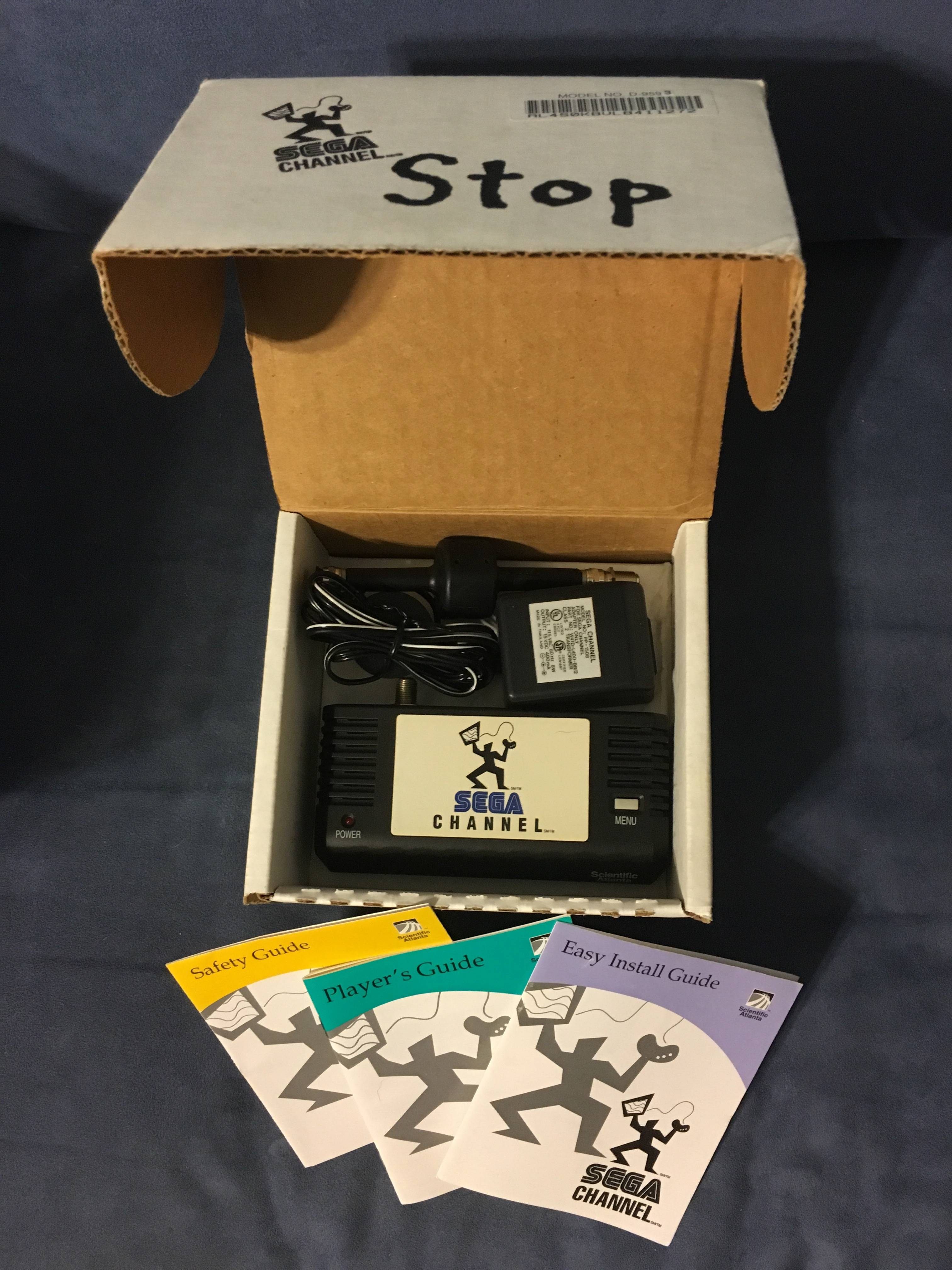
Adaptador Scientific Atlanta Sega Channel en caja original completo con adaptador de corriente, adaptador coaxial y documentación

Después de realizar la compra inicial y pagar la tarifa de activación, los propietarios del Genesis recibirían un adaptador que se insertaría en la ranura del cartucho de la consola. El adaptador conectaba la consola a un cable de televisión por cable, haciéndolo mediante el uso de una salida de cable coaxial en la parte posterior del cartucho. Al iniciar una consola Genesis con un adaptador Sega Channel activo instalado, se solicitaría que se cargara el menú principal del servicio, lo cual fue un proceso que tomó aproximadamente 30 segundos. Desde allí, los jugadores podían acceder al contenido que deseaban jugar y descargarlo en su sistema, lo que podía tardar hasta unos minutos por juego. Estos datos se descargarían en los 4 MB de RAM integrados del adaptador y se borrarían o eliminarían cuando se apagara el sistema.
La programación y transmisión de los servicios mensuales de Sega Channel comenzó con un equipo de producción en Sega, que recopilaba contenido cada mes y lo cargaba en un CD-ROM. Luego fue enviado a la estación satelital de TCI, ubicada en Denver (Colorado). Desde la estación, la señal se transmitía a través del satélite Galaxy 7 de Hughes Communications, que se cargaba a 1,435 GHz y se descargaba a 1,1 GHz, a los proveedores de cable locales. En Canadá, América del Sur y Europa, sin embargo, la etapa de transmisión por satélite se pasó por alto por completo a favor de la carga directa del CD-ROM de Sega Channel a través de una cabecera de televisión por cable. Para que la señal funcionara correctamente, tenía que estar libre de ruido para evitar interrupciones en la descarga. Para garantizar que no haya problemas, los proveedores de cable tuvieron que «limpiar» su señal de transmisión.

## Juegos
El servicio Sega Channel albergaba hasta cincuenta juegos de Genesis a la vez. Los títulos rotarían mensualmente; sin embargo, algunas actualizaciones se realizaban semanalmente. En 1997, Sega cambió la cantidad de juegos alojados a la vez a 70 y la frecuencia de actualización a quincenal. Los juegos para el servicio incluyeron títulos desarrollados por Sega, como Sonic & Knuckles, Eternal Champions y Space Harrier II; así como títulos desarrollados por licenciatarios de Sega, como Bubsy 2 y Aladdin. Algunos de estos juegos tenían contenido reducido en comparación con el lanzamiento del cartucho para que pudieran adaptarse a la memoria del adaptador, como Super Street Fighter II. El Sega Channel también albergaba juegos en algunas regiones que no recibirían un lanzamiento de cartucho, como Pulseman, Mega Man: The Wily Wars y Alien Soldier, que se alojaban en el servicio en Norteamérica. El servicio también ofreció demos de próximos juegos, como Primal Rage. Aunque los juegos y las demos rotaban regularmente, las categorías en las que se ubicaban los juegos permanecían estáticas y no cambiaban. Teniendo en cuenta el control parental, todos los juegos del servicio recibieron una calificación del Videogame Rating Council. El servicio también contenía un sistema de bloqueo que permitiría a los padres establecer un código de acceso para acceder a contenido clasificado para adultos.
Además de juegos y demos, Sega Channel también albergaba otras funciones. Se podía acceder directamente a los códigos de trucos desde la red, así como a las sugerencias del juego. El servicio también organizó concursos, como una promoción con Triple Play '96 de Electronic Arts y un evento de 1995 en el que los jugadores que completaron Primal Rage durante un breve período de 24 horas en el que se podía acceder al juego completo recibieron un número de teléfono al que llamar. haciéndolos elegibles para ganar premios.

## Recepción y legado
Durante su existencia, Sega Channel ganó uno de los premios «Best of What's New» de Popular Science del año 1994. Asimismo, en agosto de 1995, una encuesta realizada por Sports Illustrated encontró que los niños entre 9 y 13 años tenían cinco veces más probabilidades de suscribirse a Sega Channel que comprar una Sega Saturn o la próxima Nintendo 64 o PlayStation. El servicio llegaría a obtener hasta 250 000 suscriptores; sin embargo, Sega había previsto tener más de un millón de suscriptores al final de su primer año y había puesto el servicio a disposición de más de 20 millones de hogares.
La recepción retrospectiva del Sega Channel elogia su innovación y su papel en el desarrollo de los juegos en línea, pero critica sus altas tarifas de suscripción y su oportunidad de ingresar al mercado. El escritor de IGN, Adam Redsell, señaló cómo Sega Channel provocó que muchas compañías de cable limpiaran sus señales de transmisión y su papel en el desarrollo de Internet de alta velocidad, afirmando «... el hecho mismo de que estés disfrutando de Internet de banda ancha en este momento bien podría ser gracias a SEGA». Levi Buchanan, que también escribe para IGN, le dio crédito a Sega Channel por su papel en el desarrollo de servicios modernos de entrega de contenidos y juegos, como Xbox Live Arcade y PlayStation Network, afirmando «SEGA y toda la industria aprendí lecciones importantes del SEGA Channel. SEGA todavía estaba comprometida con la idea de las descargas y en línea, como lo demuestra SegaNet de Dreamcast... También puedes ver el ADN de los primeros servicios como el SEGA Channel en portales modernos como XBLA y PSN, donde las demostraciones son ahora un elemento básico». El personal de UGO Networks también le dio crédito al Sega Channel por ser un paso importante en el desarrollo de ambos servicios.
Ken Horowitz de Sega-16 criticó el mal momento por parte de Sega para el lanzamiento del Sega Channel y el alto precio de la suscripción. Según Horowitz, «¿Quién gastaría US$13 al mes para jugar a juegos en un sistema moribundo? Este horrendo error (uno de muchos cometidos por Sega Enterprises) hizo que los minoristas se deshicieran de su inventario de sistemas, sellando así el destino del Canal Sega de una vez por todas». Buchanan se hace eco de los mismos sentimientos y afirma: «Quizás si el SEGA Channel se hubiera lanzado antes en el ciclo de vida de la consola (la Genesis se lanzó en 1989 en Estados Unidos) las cosas podrían haber resultado diferentes. Después de todo, el servicio sí lo hizo. ganar noto por su avance en los juegos y la tecnología». UGO también señala el potencial que Sega Channel podría haber tenido con algo más de tiempo de desarrollo en el campo del multijugador competitivo, afirmando: «Si Sega Channel hubiera llegado un poco antes durante la vida del Genesis habría tenido mucha más exposición, y tal vez el juego en línea habría sido factible para juegos que podrían haberse desarrollado directamente para el servicio».